# Eduard von Lichnowsky

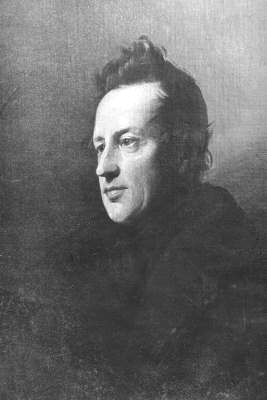
Eduard von Lichnowsky.

Eduard Maria Lichnowsky, furst Lichnowsky, född den 19 september 1789 i Wien, död den 1 januari 1845 i München, var en tysk-österrikisk furste och historiker. Han var far till Felix von Lichnowsky och farfar till Max von Lichnowsky.
von Lichnowsky författade, enligt uppgift på uppmaning av statsministern Metternich, Geschichte des hauses Habsburg (1836–1844, ofullbordad; i 8 band omfattande tiden 1218–1493).